# アエルマッキ MB-339

フレッチェ・トリコローリ

アエルマッキ MB-339
ペルー空軍のMB-339AP
- 用途：練習機、攻撃機
- 製造者：アエルマッキ（現アレーニア・アエルマッキ）
- 運用者

  -  イタリア（イタリア空軍）
  -  アルゼンチン（アルゼンチン海軍）他
- 初飛行：1976年8月12日
- 生産数：200機+
- 運用開始：1979年
- 運用状況：現役

アエルマッキ MB-339(Aermacchi MB-339)はイタリアのアレーニア・アエルマッキ社が開発した高等練習機および軽攻撃機。アエルマッキ MB-326の後継機として、イタリア空軍のほか、各国が採用した。

## 概要
MB-339は、MB-326の後期型より機体構成の多くが受け継がれ、アビオニクス及び前部胴体を除き変更点は少ない。前部胴体については、練習生であるパイロットの頭上から可視性を得るため、インストラクターの座席位置を高く配置し直されている。これによる方向安定性の低下を補うため、垂直尾翼の大型化とベントラルフィンの追加も行われた。MB-326と同様、主翼下6箇所のハードポイントに武装を搭載することが可能である。
初飛行は1976年8月12日に行っており、イタリア空軍への引渡しは1979年より開始された。MB-326と同様に、コックピットを単座化し固定機関砲を搭載した攻撃機型MB-339KベルトロIIも開発されたが、諸外国の関心を得られず試作のみに終わっている。ロッキード社と提携しTバードIIとしてアメリカ軍の統合基本航空機訓練システム計画（JPATS計画）選定にも売り込んだが、T-6 テキサンIIに敗北している。
輸出セールスではMB-326ほどの成功を収められなかったものの、1990年代にはコクピットを近代化した改良型も開発され、2000年以降も依然として生産が続けられた。生産機数は200機を超え、その半分はイタリア空軍へ納入されている。

## 派生型
MB-339X
試作機。
MB-339A
イタリア空軍向け量産機。
MB-339A MLU
イタリア空軍における近代化改修型。
MB-339PAN
編隊飛行を容易にするために翼端増槽を外したフレッチェ・トリコローリ向け曲技飛行機。翼下にはスモークオイルを入れた増槽を装備する。なおアラブ首長国連邦空軍のアルフルサンでも同様に改修された機体が使用されており、こちらはMB-339NATと呼ばれる。
MB-339RM
無線・レーダー変更型機。
MB-339AM
マレーシア向け。
MB-339AN
ナイジェリア向け。
MB-339AP
ペルー向け。
MB-339KベルトロII
1980年代に開発された単座対地攻撃機。試作のみ。
MB-339B
攻撃強化型練習機。試作のみ。
MB-339C
エンジンを強化型に換装し、航法・攻撃システムをアップグレードした改良型。若干延長された機首と大型化した翼端増槽が特徴。空中給油プローブの取り付けも可能。
MB-339CB
ニュージーランド向け。
MB-339CE
エリトリア向け。
MB-339CM
マレーシア向け。MB-339CDに準ずる。
MB-339CD
グラスコックピットを導入した近代化型。エンジンはA型に準ずる。
MB-339FD
MB-339CDの輸出向け発展型で、エンジンはC型に準ずる。ベネズエラが導入を決めたものの、配備は実現しなかった。
MB-339CD2
新型の無線機や模擬電子戦装置、暗視ゴーグル対応コックピットを採用した後期型。後にMB-339CDもこの仕様へ改修された。
MB-339 TバードII （ロッキード TバードII）
アメリカ空軍とアメリカ海軍の統合基本航空機訓練システム計画（JPATS計画）向けに、ロッキードと共同で改良を施した型。不採用。

## 採用国
- イタリア
- アラブ首長国連邦（ドバイ） - ジェット練習機をアブダビも採用したBAe ホークに統一することになったため、現在はアルフルサンでのみ使用されている。
- エリトリア - エチオピアとの国境紛争にて使用。
- フランス

## 仕様 (MB-339A)
出典: Jane's All The World's Aircraft 1980-81 
諸元
- 乗員: 2名
- 全長: 10.97 m （36 ft 0 in）
- 全高: 3.99 m （13 ft 0 in）
- 翼幅: 10.85 m（35 ft 7.5 in）
- 翼面積: 19.3 m2 （208 ft2）
- 空虚重量: 3,125 kg （6,889 lb）
- 最大離陸重量: 5,895 kg （13,000 lb）
- 動力: ピアッジョ バイパー Mk. 632-43 ターボジェットエンジン、17.8 kN （4,000 lbf）  × 1

性能
- 最大速度: 900 km/h （560 mph）
- 航続距離: 1,770 km （1,100 mi）
- 実用上昇限度: 14,600 m （47,900 ft）

武装
- 搭載量： 最大 1,814 kg (4,000 lb) ハードポイント8箇所
  - 対空ミサイル：AIM-9 サイドワインダー、マトラ R550 マジック
  - 対地ミサイル：AS-11, AS-12, AGM-65 マーベリック
  - クラスター爆弾：BAP-100, BAT-120
  - ロケット弾：50 mm, 68 mm, 81 mm, 2.75 インチ ロケット弾